# Estadio Municipal Carlos Vogel Meyer
El Estadio Municipal Carlos Vogel Meyer es un recinto deportivo ubicado en la ciudad de La Unión, en la Región de Los Ríos, que es administrado por la Ilustre Municipalidad de dicha comuna. Desde el año 2018, el club Provincial Ranco, que milita en la Tercera División A de Chile, hace de local en este estadio.

## Descripción
El Estadio Municipal Carlos Vogel Meyer se encuentra en la calle Esmeralda alt. 1365, fr. Álvarez alt: 1101; y Serrano alt: 1301, La Unión, Región de Los Ríos. Cuenta con una capacidad de 4000 espectadores sentados.